# Wahlkreis Sächsische Schweiz-Osterzgebirge 2
Der Wahlkreis Sächsische Schweiz-Osterzgebirge 2 (Wahlkreis 49) ist ein Landtagswahlkreis in Sachsen.
Er umfasst die Städte Altenberg, Dippoldiswalde, Glashütte und Rabenau sowie die Gemeinden Bannewitz, Hartmannsdorf-Reichenau, Hermsdorf/Erzgeb., Klingenberg und Kreischa und damit einen Teil des Landkreises Sächsische Schweiz-Osterzgebirge. Bei der letzten Landtagswahl (im Jahr 2019) waren 46.908 Einwohner wahlberechtigt.
Zu den Wahlen 2004 und 2009 trug der Wahlkreis den Namen „Weißeritzkreis 2“ und hatte die Wahlkreisnummer 42. Zur Landtagswahl 2014 wurde der Name an die in der Kreisreform 2008 geänderten Landkreise angepasst und eine neue Nummer vergeben.

## Wahlergebnisse

### Landtagswahl 2024
Die Landtagswahl 2024 führte zu folgendem Ergebnis:
| Direktkandidat      | Partei              | Erststimmen in % | Zweitstimmen in % |
| ------------------- | ------------------- | ---------------- | ----------------- |
| Lars Werthmann      | CDU                 | 37,9             | 34,2              |
| André Barth         | AfD                 | 40,1             | 36,3              |
| Tom Wittig          | Die Linke           | 2,4              | 2,0               |
| Sabine Pelz         | GRÜNE               | 1,9              | 2,5               |
| Stefan Sgorzaly     | SPD                 | 2,5              | 4,3               |
| Hildegard Betscher  | FDP                 | 0,8              | 0,7               |
| Dirk Massi          | Freie Wähler        | 4,4              | 2,5               |
| –                   | Die Partei          | –                | 0,4               |
| –                   | Piraten             | –                | 0,2               |
| –                   | ÖDP                 | –                | 0,1               |
| –                   | BüSo                | –                | 0,1               |
| –                   | Tierschutz hier!    | –                | 0,8               |
| –                   | dieBasis            | –                | 0,2               |
| –                   | Bündnis C           | –                | 0,2               |
| –                   | Bündnis Deutschland | –                | 0,3               |
| Jirka Hübel         | BSW                 | 9,2              | 11,7              |
| Ulrike Karla Böhlke | Freie Sachsen       | 0,8              | 3,2               |
| –                   | V-Partei3           | –                | 0,1               |
| –                   | WU                  | –                | 0,3               |

### Landtagswahl 2019
Vorläufiges Ergebnis der Landtagswahl am 1. September 2019 im Wahlkreis 49 – Sächsische Schweiz-Osterzgebirge 2:
(Ergebnisse in Prozent)
| Direktkandidat  | Partei               | Direktstimmen | Listenstimmen |
| --------------- | -------------------- | ------------- | ------------- |
| Andrea Dombois  | CDU                  | 34,0          | 33,1          |
| Steffen Wolf    | Die Linke            | 7,1           | 7,1           |
| Dagmar Neukirch | SPD                  | 4,4           | 5,5           |
| André Barth     | AfD                  | 33,7          | 33,0          |
| Holger Weiner   | GRÜNE                | 5,2           | 5,4           |
| –               | NPD                  | –             | 0,6           |
| Peter Weinholtz | FDP                  | 3,9           | 4,9           |
| Thomas Kirsten  | Freie Wähler         | 11,8          | 5,8           |
| –               | Tierschutz           | –             | 1,3           |
| –               | Piraten              | –             | 0,2           |
| –               | Die PARTEI           | –             | 1,0           |
| –               | BüSo                 | –             | 0,1           |
| –               | ADPM                 | –             | 0,2           |
| –               | Blaue Partei         | –             | 0,7           |
| –               | KPD                  | –             | 0,1           |
| –               | ÖDP                  | –             | 0,2           |
| –               | Die Humanisten       | –             | 0,1           |
| –               | PDV                  | –             | 0,1           |
| –               | Gesundheitsforschung | –             | 0,6           |

| Wahlberechtigte | 46.908 |
| Wahlbeteiligung | 73,0 % |

### Landtagswahl 2014
Amtliches Endergebnis der Landtagswahl am 31. August 2014 im Wahlkreis 49 – Sächsische Schweiz-Osterzgebirge 2:
(Ergebnisse in Prozent)
| Direktkandidat  | Partei          | Direktstimmen | Listenstimmen |
| --------------- | --------------- | ------------- | ------------- |
| Andrea Dombois  | CDU             | 46,8          | 43,9          |
| Marco Mätze     | Die Linke       | 16,1          | 14,5          |
| Dagmar Neukirch | SPD             | 9,1           | 9,6           |
| Thomas Widra    | FDP             | 3,8           | 4,2           |
| Heidi Meißner   | GRÜNE           | 4,4           | 3,8           |
| Jürgen Uhlemann | NPD             | 6,1           | 6,5           |
| –               | Tierschutz      | –             | 1,1           |
| Martin Dehnke   | Piraten         | 1,1           | 0,7           |
| –               | BüSo            | –             | 0,2           |
| –               | DSU             | –             | 0,1           |
| André Barth     | AfD             | 12,6          | 11,5          |
| –               | pro Deutschland | –             | 0,2           |
| –               | Freie Wähler    | –             | 3,4           |
| –               | Die PARTEI      | –             | 0,4           |

| Wahlberechtigte | 48.172 |
| Wahlbeteiligung | 57,3 % |

### Landtagswahl 2009
Amtliches Endergebnis der Landtagswahl am 30. August 2009 im Wahlkreis 42 – Weißeritzkreis 2:
(Ergebnisse in Prozent)
| Direktkandidat     | Partei          | Direktstimmen | Listenstimmen |
| ------------------ | --------------- | ------------- | ------------- |
| Andrea Dombois     | CDU             | 47,6          | 46,2          |
| Falk Neubert       | Die Linke       | 19,4          | 16,7          |
| Dagmar Neukirch    | SPD             | 7,2           | 7,6           |
| Jürgen Uhlemann    | NPD             | 7,3           | 6,9           |
| Matthias Sedlaczek | FDP             | 12,1          | 11,3          |
| Andreas Warschau   | GRÜNE           | 6,4           | 5,0           |
| –                  | Tierschutz      | –             | 1,9           |
| –                  | PBC             | –             | 0,3           |
| –                  | BüSo            | –             | 0,2           |
| –                  | DSU             | –             | 0,1           |
| –                  | REP             | –             | 0,2           |
| –                  | Freie Sachsen   | –             | 1,5           |
| –                  | FP Deutschlands | –             | 0,1           |
| –                  | Humanwirtschaft | –             | 0,2           |
| –                  | Piraten         | –             | 1,7           |
| –                  | SVP             | –             | 0,2           |

| Wahlberechtigte | 50.957 |
| Wahlbeteiligung | 58,7 % |

### Landtagswahl 2004
Amtliches Endergebnis der Landtagswahl am 19. September 2004 im Wahlkreis 42 – Weißeritzkreis 2:
(Ergebnisse in Prozent)
| Direktkandidat      | Partei     | Direktstimmen | Listenstimmen |
| ------------------- | ---------- | ------------- | ------------- |
| Andrea Dombois      | CDU        | 49,9          | 48,8          |
| Falk Neubert        | PDS        | 20,1          | 18,9          |
| Rainer Maus         | SPD        | 7,0           | 6,7           |
| Andreas Warschau    | GRÜNE      | 6,1           | 4,9           |
| Frank Diekert       | NPD        | 10,0          | 10,2          |
| Christian Epperlein | FDP        | 6,9           | 6,3           |
| –                   | DSU        | –             | 0,3           |
| –                   | PBC        | –             | 0,5           |
| –                   | GRAUE      | –             | 0,9           |
| –                   | BüSo       | –             | 0,3           |
| –                   | AUFBRUCH   | –             | 0,5           |
| –                   | DGG        | –             | 0,4           |
| –                   | Tierschutz | –             | 1,3           |

| Wahlberechtigte | 52.150 |
| Wahlbeteiligung | 66,0 % |